# Soundies
Un soundies est un mini film musical noir et blanc de juke-box vidéo américain Panoram (en) des années 1940. Précurseur du clip musical des années 1980, le scopitone en couleur et les débuts de la télévision lui succède dans les années 1960. 

## Histoire
Successeur des premiers kinétoscopes de Thomas Edison des années 1890, du cinéma muet des années 1920, et des débuts du cinéma sonore des années 1930, ce type de court métrage musical est produit aux États-Unis entre 1941 et 1947,. 

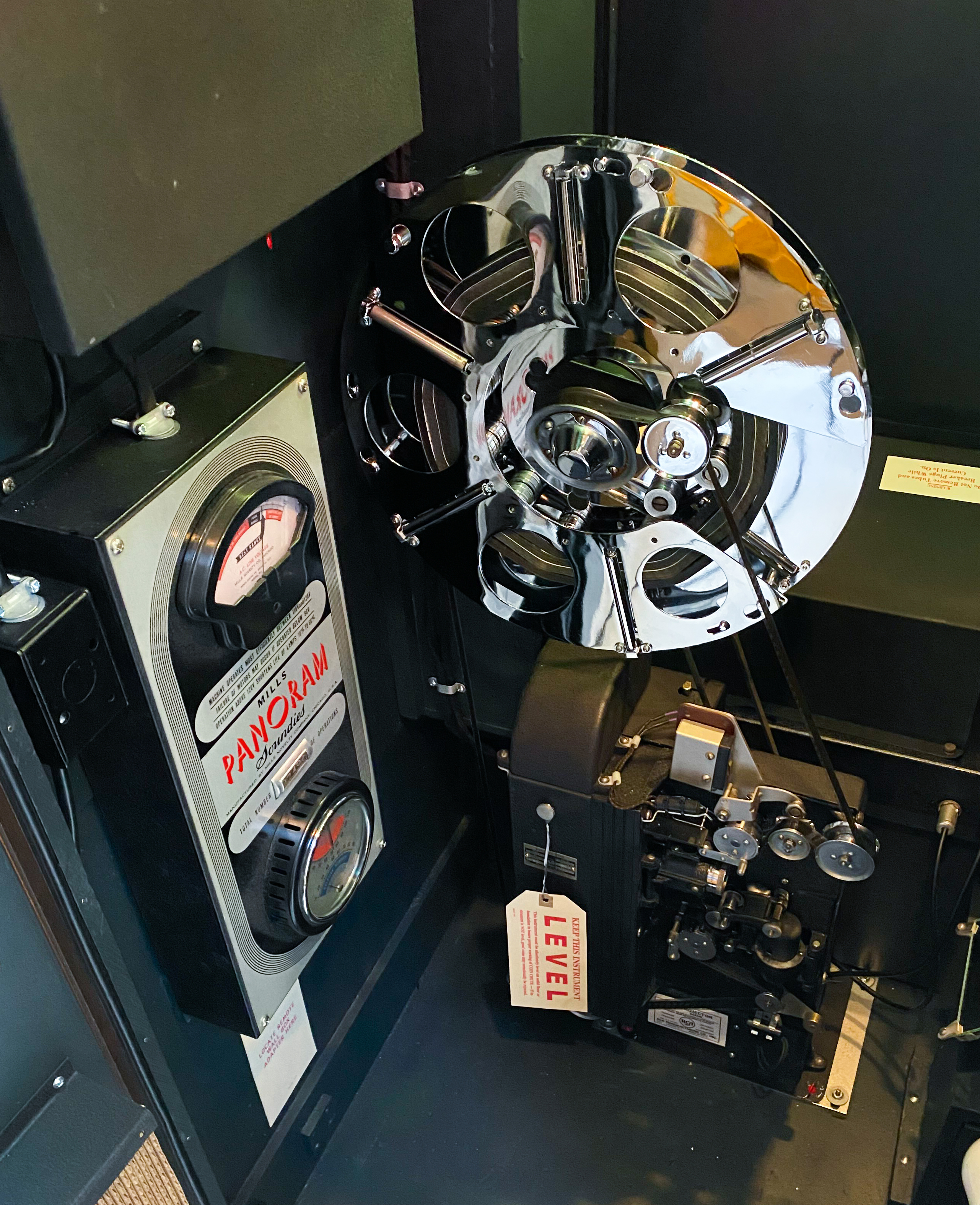
Projecteur 16 mm Panoram (en)
- Gotta Be This or That, de Joan Barton (en) (1945)
- Vibraphone Orchestra (années 1940)

Des tubes musicaux commerciaux de l'époque étaient mis en image, avec des mini-films musicaux de cinéma sonore noir et blanc format 16 mm, réalisés par l'industrie musicale et cinématographique américaine de l'époque. 
Les bobines étaient visionnées par des mini-projecteurs de cinéma 16 mm sur des écrans de juke-box vidéo Panoram (en) de la Mills Novelty Company de Chicago (important fabricant de juke-box, machine à sous et piano mécanique de l'époque) qui installait ces machines avec succès dans les restaurants, bars, aires de repos et boîtes de nuit. 